# True Sound of the Underground
True Sound of the Underground — альбом группы Sister Sin, выпущенный в 2010 году. Через некоторое время после выхода альбома Switchblade Serenades, вокалистка Лив Ягрел сказала, что следующая работа будет немного тяжёлее в музыкальном плане, но несмотря на это будет выдержана в стиле Sister Sin.
Продюсированием True Sound of the Underground занимался Хенрик Эденхед, а запись проходила в студиях Studio 301 и Cosmos в Стокгольме. В апреле 2009 года Sister Sin записали композицию «Beat 'Em Down», которая стала посвящением чемпиону Гётенбурга по боксу Ингемару «Инго» Йоханссону, умершему в январе 2009 года. На песни «True Sound of the Underground» и «Outrage» были сняты видеоклипы.
В одном из интервью вокалистка Лив Ягрелл прокомментировала альбом:

Нам очень нравится True Sound of the Underground, и мы надеемся, что людям он понравится настолько же сильно. За ним стоит наш тяжёлый труд. Да, и мы не хотели сочинять балладу, так как не считали это нужным. Это не для нас: мы просто играем музыку, которая нам нравится, и эта музыка — тяжёлый агрессивный рок-н-ролл. Без говна! 
Оригинальный текст (англ.)
We are very happy with the album and hope that people will like it as much as we do. It’s a lot of hard work behind it. And no, we didn’t have any idea for a ballad and we don’t feel like it was necessary. That’s just not us; we play the music we like and that’s heavy, aggressive rock n’ roll. No bullshit!

Любимой песней с True Sound of the Underground она считает «Outrage».

## Список композиций
| №   | Название                   | Длительность |
| --- | -------------------------- | ------------ |
| 1.  | «Sound Of The Underground» | 3:32         |
| 2.  | «Outrage»                  | 3:26         |
| 3.  | «Better Than Them»         | 3:32         |
| 4.  | «24/7»                     | 3:58         |
| 5.  | «Heading For Hell»         | 3:41         |
| 6.  | «I Stand Alone»            | 4:08         |
| 7.  | «Built To Last»            | 3:24         |
| 8.  | «The Devil I Know»         | 3:25         |
| 9.  | «Times Arent A-Changing»   | 2:55         |
| 10. | «Nailbiter»                | 3:32         |
| 11. | «Beat Em Down»             | 3:29         |